# Christoph von Marschall

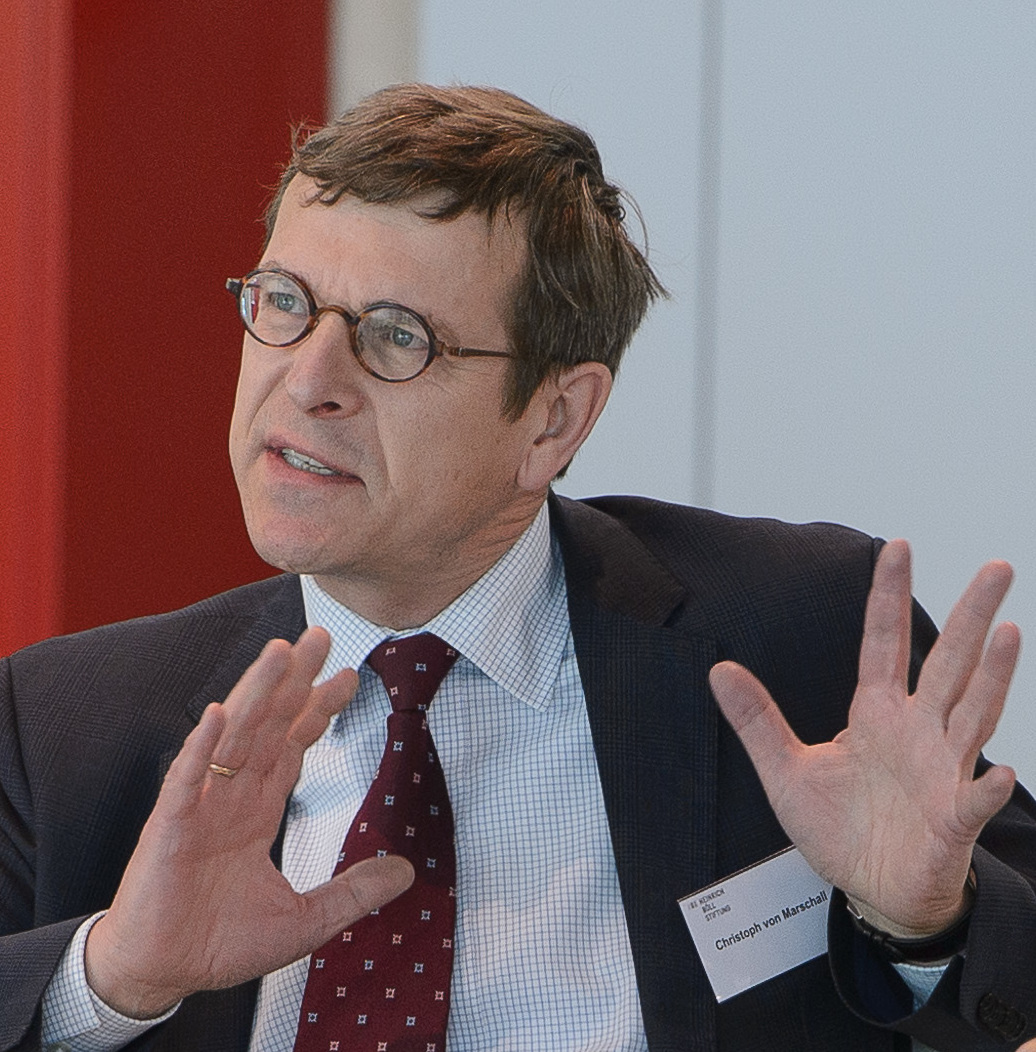
Christoph von Marschall, 2015

Christoph Malcolm Johannes Freiherr Marschall von Bieberstein (* 8. Oktober 1959 in Freiburg im Breisgau) ist ein deutscher Journalist und seit 1991 Redakteur der Berliner Tageszeitung Der Tagesspiegel.

## Leben und Wirken
Christoph von Marschall ist ein Sohn von Wolfgang Freiherr Marschall von Bieberstein, Professor der Rechte an den Universitäten Frankfurt am Main und Bonn, und  Christa-Ella geb. von Wendorff aus Pommern. Der Staatsrechtler Fritz Freiherr Marschall von Bieberstein war sein Großvater. Er wurde 1959 in Freiburg im Breisgau geboren und entstammt der badischen Linie des ehemaligen meißnischen Adelsgeschlechts Marschall von Bieberstein. Sein Taufname Malcolm verweist auf die Herkunftsfamilie seiner Urgroßmutter Dorette Elmira, eine Tochter des britischen Konteradmirals George John Malcolm. Sein jüngerer Bruder ist der Berliner Grünenpolitiker Heiner von Marschall. 
Im Jahr 1978 machte er am Lessing-Gymnasium in Frankfurt am Main Abitur und studierte Osteuropäische Geschichte und Politikwissenschaft in Freiburg, Mainz und Krakau. Im Jahr 1988 wurde er in Freiburg bei Gottfried Schramm promoviert. 
Von 1989 bis 1991 arbeitete er für die Süddeutsche Zeitung und berichtete unter anderem über die Massenflucht der DDR-Bürger über Ungarn in den Westen sowie über die demokratische Wende im kommunistischen Südosteuropa. 1991 wechselte er nach Berlin zum Tagesspiegel. Dort leitete er bis 2005 die Meinungsseite. Er ist gelegentlich Kommentator im Deutschlandfunk, Autor politischer Feuilletons im Deutschlandradio und schreibt für die Zeitschrift Cicero sowie The Atlantic Times. Von 2005 bis 2013 berichtete er für den Tagesspiegel aus den USA. Nach Angaben des  Tagesspiegels war er in dieser Zeit der einzige deutsche Zeitungskorrespondent mit Zugangspass zum Weißen Haus und auch 2017/18 hatte er einen „Zugangspass zum Weißen Haus“.
Im Jahr 2002 erhielt Marschall den Deutsch-Amerikanischen Kommentarpreis des Auswärtigen Amtes für einen Kommentar zu den Terroranschlägen vom 11. September 2001.
2005 wurde sein Beitrag über Skierbieszow, den Geburtsort des ehemaligen Bundespräsidenten Horst Köhler in Polen, und über die Rolle der Gemeinde als Germanisierungslabor der SS mit dem deutsch-polnischen Journalistenpreis ausgezeichnet.
Ebenfalls 2005 erhielt er den Verdienstorden der Republik Polen (Ritterkreuz) für seine Bemühungen um die deutsch-polnische Aussöhnung. 2010 zeichnete ihn die Steuben-Schurz-Gesellschaft, die älteste deutsch-amerikanische Freundschaftsorganisation, mit ihrem deutsch-amerikanischen Medienpreis aus.

## Veröffentlichungen
- Freiheit in der Unfreiheit. Die Autonomie der Polen in Galizien nach dem österreichisch-ungarischen Ausgleich von 1867, ein konservativer Aufbruch im mitteleuropäischen Vergleich (= Studien der Forschungsstelle Ostmitteleuropa an der Universität Dortmund, Band 11). Harrassowitz 1993, ISBN 3-447-02743-6  (Dissertation Universität Freiburg im Breisgau [1993], 388 Seiten).
- Barack Obama. Der schwarze Kennedy. Zürich 2007.
  - als Hörbuch: Barack Obama (mit Christian Blees), Audiobuch 2008.
- Barack Obama. Der schwarze Kennedy. Komplett überarbeitete und aktualisierte Neuausgabe (nach Obamas Amtsantritt als 44. US-Präsident) Zürich 2009.
- Michelle Obama. Ein amerikanischer Traum. Orell Füssli, 2009.
  - als Hörbuch: Michelle Obama. Ein amerikanischer Traum. Radioropa 2010.
- Der neue Obama. Was von der zweiten Amtszeit zu erwarten ist. Orell Füssli, Zürich,  2012, ISBN 978-3-280-05484-0.
- Was ist mit den Amis los? Über unser zwiespältiges Verhältnis zu den USA.  Herder 2016, Freiburg u. a., ISBN 978-3-451-31258-8.
- Wir verstehen die Welt nicht mehr: Deutschlands Entfremdung von seinen Freunden. Herder, Freiburg u. a. 2018, ISBN 978-3-451-38074-7.[10]
- Der schwarze Dienstag. Warum ein Krieg mit Russland droht und wie die Bundesregierung ihn verhindern kann. Berlin 2025, ISBN 978-3-949262-52-4.